# 大庄浩天宮

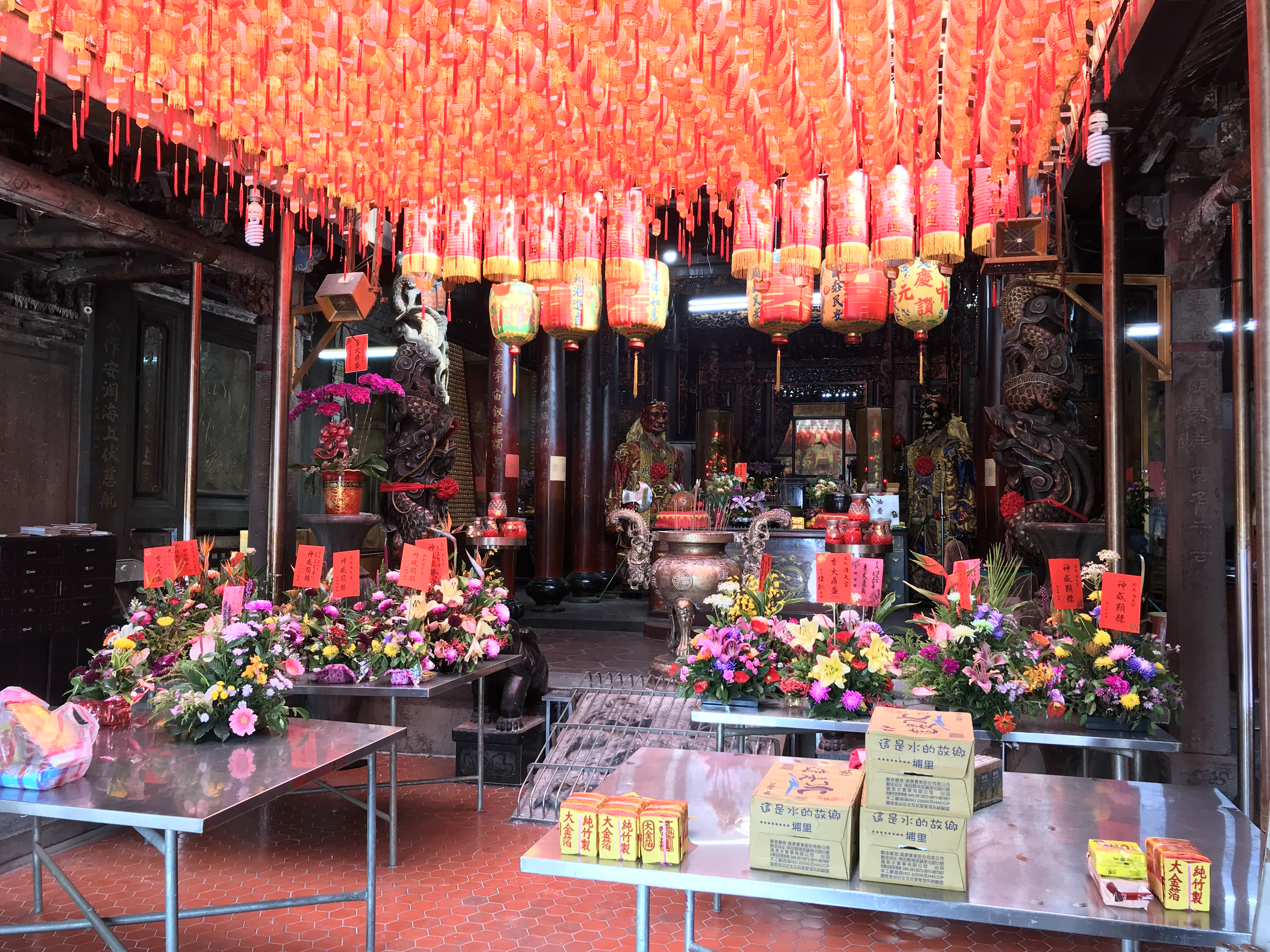
大庄浩天宮殿內

24°14′45″N 120°32′23″E / 24.245814°N 120.5397710°E
大庄浩天宮，是位於臺灣臺中市梧棲區大庄里的媽祖廟，該廟建築與進香活動及特殊儀式共三項被列為臺中市文化資產的歷史建築(公告廢止本市歷史建築「大庄浩天宮」)、無形文化資產，其主神天上聖母信眾習慣俗稱為「大庄媽」、「潛水媽」。

## 歷史沿革
该庙相傳为乾隆三年（1738年）由陳姓人士所建，其主神天上聖母是經由廣東粵籍人士分靈奉請至當地。原位在今梧棲區褔德里的陳厝庄，乾隆五十六年（1791年）由陳厝庄之陳德春和大庄尤阿斗發起改建，咸豐六年（1856年）總理蔡仁芳等仕紳決議擴大遷建到現址，光緒二十年（1894年）修建三川殿。昭和三年（1928年）再度重修，昭和十一年（1936年）完工奠定現今結構。
1949年曾短暫為國軍部隊所佔駐，導致大殿護法神尊千里眼、順風耳雕像損壞。1962年增建佛祖殿。1964年增建北廂側室，聘請臺中石岡藝師劉沛一家進行彩繪工程。1965年增建南廂側室。1970年成立管理委員會。1974年增建兩側鐘鼓樓。1977年聘請彰化鹿港藝師施坤玉、施鎮洋父子設計正殿之神龕。
2011年農曆正月初一有信徒搶頭香，撞倒兩百多公斤重的天公爐，乃建廟以來首見，故廟方認為是媽祖希望早日重修廟宇2014年4月22日，浩天宮媽祖文物館開放參觀，除保有清朝石碑及匾額外，還留有明治四十一年（1908年）的進香頭旗、轎班衣帽、哨角、神轎、香擔、進香旗、花瓶五賽、手繪龍虎旗等。同年12月14日，舉行擴建動土儀式，邀請立法院長王金平、臺中市市長胡志強、臺中市長當選人林佳龍、北港朝天宮董事長蔡咏鍀、大甲鎮瀾宮董事長顏清標及多位政商名流冠蓋雲集、出席參與見證盛會。

### 原地擴建
廟宇新建重修工程則是2017年9月19日公告招標，並於11月5日透過擲筊方式來決定得標者。後由長太營造得標承攬建廟「粗胚結構基礎」及「消防設備」工程。
2024年底，大庄浩天宮開放入廟參拜

## 文化資產

### 建築
廟宇形式保有古風，窗櫺、麒麟堵、龍虎堵分別用浮雕、透雕、圓雕等手法雕飾。2001年秋，臺中縣文化局舉辦歷史建築票選活動，入選為十景之一。2010年，臺中市文化局將廟登錄為歷史建築。同年，三立電視台八點檔連續劇《家和萬事興》選此取景演出。此外電影《陣頭》也在此取景拍攝。

### 匾額
「澤被海邦」匾，為道光丁未年（1847年），軍功職員蔡振玉偕三男雲龍敬立總理楊瑤卿暨衆弟子敬獻。寫有「德保生民」的匾額為在戴潮春事件時，官兵克復反清軍作為軍火轉運站的梧棲港後，由王楨、鄭榮獻上，該匾上款「同治元年陸月統帶淡勇防甲進攻梧棲海埔厝等庄二年十一月隨同丁觀察克復彰城皆叨」，下款「神佑同治三年三月吉旦信官王楨、鄭荣仝叩謝」，皆為陰刻金字。

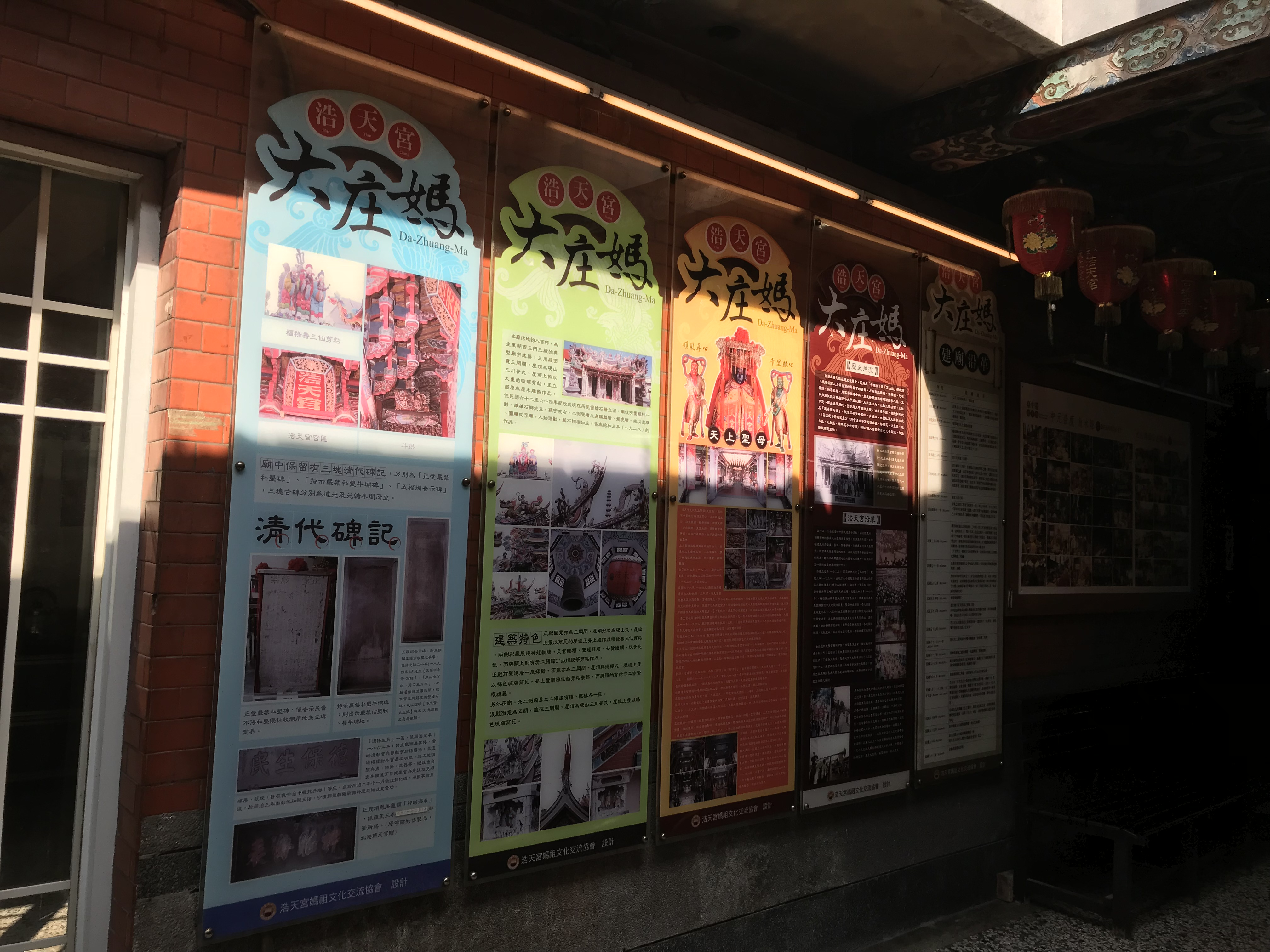
清代碑記匾額等說明

寫有「功同天地」、「聖德昭宏」、「聖德配天」、「護國保民」等匾，都是日治時期所贈。正龕上懸掛著「神昭海表」匾額。

### 古碑
媽祖文物館內有清代道光及光緒的古碑，分別是為調解地方水權爭奪告示的五福圳告示碑，禁私墾侵占的正堂嚴禁私墾碑、特示嚴禁私墾牛埔碑。
正堂嚴禁私墾碑：此碑在劉枝萬的《臺灣中部碑文集成》題做「沙轆牧埔示禁碑」，高105、寬61、厚8公分，碑額刻有「正堂嚴禁」四大字，無底座，背上有年款道光辛卯年。碑文所提到彰化縣知縣李廷璧、臺灣知府汪楠、分巡臺灣兵備道糜奇瑜、臺灣鎮總兵武隆阿。原存於三川門外廟埕南面牆，後轉存放置於文物館。
特示嚴禁私墾牛埔碑：高135、寬60公分，無邊框、底座，提及臺灣北路理番兼鹿港海防王蘭佩，為道光十二年（1862年）所製。內容與正堂嚴禁私墾碑相同，皆因墾戶私佔土地、越界開墾而孳生事端，官府只好一次公告禁令。
五福圳告示碑：高134、寬52公分，碑額有「五福圳告示」五大字，有捲草紋邊框，無底座，內文提及光緒二十年（1894年）臺灣知府陳文騄告示，排解臺灣縣與苗栗縣人民爭水滋鬧，重申舊規，嚴禁再啟爭端。

### 神像
供奉的二媽神像高62公分，均塗黑色漆。三媽為浩天宮開基神像，屬泉州派工藝，高過一尺，相傳神像是粵籍客家人族裔奉請來臺的船頭媽，其神像臉及雙手均為黑色。四媽神像高41公分，神像臉呈黑色，雙手為粉色，髮型與三媽神像相同為梳媽祖頭，五官與三媽相似。五媽神像高40公分，黑臉粉紅手。蓬萊媽則是1956年北港鎮蔡培東所贈，神像為黑面，高59公分。北港四媽神像造形也與蓬萊媽神像相似，均為黑面，略小於蓬萊媽，含大底座高51公分。
廟內還有自海關輾轉得到的湄洲媽祖軟身神像。硨磲媽祖則是由海南島台商在2015年所贈。
配祀有護法千里眼公、順風耳公，觀音菩薩、神農大帝、註生娘娘、境主公、關聖帝君、至聖先師、清水祖師等。

### 祭祀
梧棲地區媽祖信仰有二個系統，一是以梧棲朝元宮為中心的湄州媽系統，一是以梧棲浩天宮為中心的大庄媽系統。前者稱為「外媽祖廟」、後者稱為「內媽祖廟」，並有「媽祖分內外，閩客分開拜」之說。

#### 進香
自清治時期開始，梧棲浩天宮信徒會組團到北港朝天宮進香，早期信徒必須徒步涉水，沿著彰化大村（燕霧大庄）、員林、溪州、西螺、北港等舊時道路。廟內的二媽、副二媽、三媽、蓬萊媽等神像也會參加進香。過去北斗奠安宮前牌樓是東螺溪渡船頭，往北港進香大致也是循著這條古道往返。廟方說清治時有一次度過濁水溪朝香時，被竹筏業者抬價，信眾忙著籌措經費時，媽祖突然抓生乩降旨，要求屬龍及屬虎的信眾各一名自行貼符渡河，溪水隨即消退，從此該廟媽祖除「大庄媽」之外就增加「潛水媽」。同稱呼的有苑裡慈和宮媽祖。從北港朝天宮回鑾時，會停駕於大庄慈雲寺，供信眾參拜。
1920年，興築濁水溪堤防截堵東螺溪水源導流至西螺溪後，浩天宮就少在進香時與北斗奠安宮會面。原先進香為不定期舉辦，後人數不斷增加，改為每三年一次，1990年代起再改為隔年一次。2019年開始，廟方恢復7天6夜的徒步進香後，路線再度就在進北斗不走台1線，而從溪州陸軍路而來，因此與北斗媽祖再度相逢。

#### 戲劇
出身大庄的《戲說台灣》編輯許雅婷在2016年將此「潛水媽」傳奇改編成「潛水媽渡不孝子」的20集戲劇，由廖峻、唐玲、林雅婷、高子羚、楊立、林紹霆、俞昊翔、龔明輝、張峻曜擔綱，該年6月10日開鏡。2020年再由《戲說台灣》拍成單元劇「潛水媽挽胭脂蟲」，同年9月27日舉行開境參拜儀式，浩天宮管委會主委陳起賀與重建委員會主委王經綻、導演鄔汝彬、率同戲劇演員楊烈等人一起參拜。

#### 遶境
北港進香的次一年，會在大肚中堡五十三庄遶境。如2017年繞境鹿寮忠天宮、護安宮、犁份崇寧宮、竹林保安宮、紅毛井紫雲宮、晉江保安宮、龍井新庄永順宮、南寮福建宮、大肚慶順宮，晚上在瑞井瑞安宮駐駕，次日回鑾經北勢青山宮、蔴園福興宮、過洋仔朝洋宮、六路朝順宮、埔仔慶安宮、三角仔南斗宮、三塊厝仔保安宮、南勢坑慶安宮、坑仔底龍安宮、鹿仔港寮永天宮等廟宇，晚間回駕浩天宮。
農曆七月十五日中元節則會舉行普施，由西合勝、金合和、邱厝庄、東合興、東南角與水燈首這六個角頭輪流。

#### 陣頭
廟方進香民俗表演的千里眼順風耳公隊及儀隊也頗享盛名，1994年起連續3年獲得台灣省民藝華會特優獎，並曾獲邀在中华民国前總統李登輝就職典禮中演出。除千里眼順風耳公隊外，廟方組織還有北管團、七十二執士隊、獻花隊、神符組、四紅哨角隊、轎前鼓、神轎組等。此進香活動被以「大庄媽北港進香回鑾跑大轎」之名列為臺中市無形文化資產，其餘也被列入的臺中地區宗教活動，尚有大甲媽祖遶境進香、旱溪媽祖遶境十八庄、萬和宮老二媽西屯省親遶境、梧棲走大轎、新社九庄媽遊庄等。

## 外部連結
- 大庄浩天宮的Facebook專頁
- 官方网站
- 大庄媽北港進香回鑾遶境——文化部文化資產局（页面存档备份，存于）